# Abborrtjärnen (Forshaga socken, Värmland)
Abborrtjärnen är en sjö i Forshaga kommun i Värmland och ingår i Göta älvs huvudavrinningsområde. Sjön är omkring 300 meter bred och 400 meter lång, har en area på 0,0735 kvadratkilometer och ligger 52,5 meter över havet.

## Delavrinningsområde
Abborrtjärnen ingår i det delavrinningsområde (660125-136563) som SMHI kallar för Utloppet av Abborrtjärn. Medelhöjden är 55 meter över havet och ytan är 0,3 kvadratkilometer. Det finns inga avrinningsområden uppströms utan avrinningsområdet är högsta punkten. Vattendraget som avvattnar avrinningsområdet har biflödesordning 2, vilket innebär att vattnet flödar genom totalt 2 vattendrag innan det når havet efter 256 kilometer. Avrinningsområdet består mestadels av skog (58 procent). Avrinningsområdet har 0,07 kvadratkilometer vattenytor vilket ger det en sjöprocent på 24,6 procent.
I sjön finns inte bara abborre utan också annan vitfisk såsom gädda, braxen, sutare och ruda. Runt sjön går en motionslinga som sträcker sig till grannsjön Sörtjärn. 